# Triethylborohydrid lithný
Triethylborohydrid lithný je organoboran se vzorcem LiEt3BH. Jedná se o silné redukční činidlo používané v organické, především organokovové, chemii. Je to bezbarvá až bílá kapalina, obvykle prodávaná a používaná ve formě roztoku v tetrahydrofuranu (THF). Podobným redukčním činidlem je triethylborohydrid sodný, dodávaný v toluenových roztocích.
LiBHEt3 je silnějším redukčním činidlem než borohydrid lithný a hydrid lithno-hlinitý.

## Příprava
LiBHEt3 se připravuje reakcí hydridu lithného (LiH) s triethylboranem (Et3B) v tetrahydrofuranu (THF):
LiH + Et3B → LiEt3BH
Roztoky THF v LiBHEt3 jsou za nepřítomnosti vzduchu a vlhkosti neomezeně stálé.

## Reakce
Alkylhalogenidy lze pomocí LiBHEt3 redukovat na alkany.
LiBHEt3 redukuje mnoho různých funkčních skupin, což ale také mohou provést další hydridy. Použití LiBHEt3 je tak vyhrazeno pro obtížně redukovatelné substráty, jako jsou stericky zatížené karbonylové sloučeniny, například 2,2,4,4-tetramethyl-pentan-3-on. Také redukuje acylanhydridy na alkoholy a karboxylové kyseliny, ne na dioly. Obdobná je redukce laktonů na dioly. S α,β-enony dochází k 1,4-adicím za vzniku lithných enolátů. Disulfidy jsou redukovány na thioly (přes thiolátové meziprodukty). LiBHEt3 deprotonuje karboxylové kyseliny, ovšem neredukuje vzniklé alkoholy. S nesymetrickými epoxidy může reagovat za vysoké regio- a stereoselektivity, přičemž atak přednostně probíhá na stericky nejméně stíněném místě:[2]
Acetaly a ketaly LiBHEt3 neredukuje. Lze jej použít k reduktivnímu štěpení mesylátů a tosylátů. LiBHEt3 se dá použít na selektivní odstraňování terciárních N-acylových chránicí skupiny bez vlivu na sekundární amidy. Také redukuje aromatické estery na alkoholy.
LiBHEt3 též redukuje pyridiny na piperidiny a isochinoliny na tetrahydroisochinoliny.
Redukce β-hydroxysulfinyliminů katecholboranem a LiBHEt3 vytváří anti-1,3-aminoalkoholy.

## Bezpečnost
LiBHEt3 exotermicky a potenciálně nebezpečně reaguje s vodou, alkoholy a kyselinami, přičemž se uvolňuje vodík a samozápalný triethylboran.